# Wong Pui Yi
Wong Pui Yi (31 de mayo de 1961) es una deportista hongkonesa que compitió en tenis de mesa adaptado. Ganó tres medallas en los Juegos Paralímpicos de Verano en los años 1992 y 1996.

## Palmarés internacional
| Juegos Paralímpicos | Juegos Paralímpicos      | Juegos Paralímpicos | Juegos Paralímpicos |
| Año                 | Lugar                    | Medalla             | Prueba              |
| ------------------- | ------------------------ | ------------------- | ------------------- |
| 1992                | Barcelona (España)       | Medalla de oro      | Equipo 5            |
| 1996                | Atlanta (Estados Unidos) | Medalla de plata    | Clase abierta 1-5   |
| 1996                | Atlanta (Estados Unidos) | Medalla de plata    | Equipo 3-5          |